# كيب غلوستر (بابوا غينيا الجديدة)

كيب غلوستر (يعرف أيضاً باسم تولوفو) هو رأس على الجانب الشمالي في أقصى غرب جزيرة بريطانيا الجديدة، بابوا غينيا الجديدة. خلال الحرب العالمية الثانية، استولى اليابانيون على بريطانيا الجديدة وأجبروا معظم سكان كيب غلوستر الأصليين إلى بناء مهبطين للطائرات. وخلال حملة بريطانيا الجديدة، قررت القوات الأمريكية الاستيلاء على كيب غلوستر لأجل مهبطيها، للمساعدة في الهجمات المخطط لها على الحامية اليابانية في رابول وهي منطقة مهمة في بريطانيا الجديدة. أصبحت موقعاً لمعركة كيب غلوستر، جزء من عملية كارتويل، في عام 1943. بعد قتال طويل مع الأمطار واليابانيين، أعلنت فرقة مشاة البحرية الأمريكية الأولى استيلائها على الموقع. بعد الحرب، عادت ملكية الرأس إلى السكان الأصليين.

## وصلات خارجية
- خريطة الموقع